# 劉昇 (嘉靖舉人)
劉昇（15世紀—16世紀），字成之，湖廣荊州府監利縣人，明朝政治人物。

## 生平
劉昇是嘉靖十年（1531年）辛卯科湖廣鄉試舉人，授巫山知縣，縣內舊有茶稅，羨餘歸知縣，他不欲侵吞，因此全數上繳府衙，當地位處峽口要道，人民苦於迎送，他拿出俸祿招募應役，於是民力紓解，縣人為他立祠祭祀。

## 引用
1. 1 2  同治《監利縣志·卷十·人物志》：劉昇 舊志作昪，字成之，舉嘉靖辛卯鄉試，除巫山知縣，舊有茶稅令多侵漁入己，昇不欲自染，乃請輸於府，地當峽口要道，民苦迎送，昇出金募人應役，由是民力少紓，縣人立祠祀之。子承範，字洪卿，隆慶元年恩貢……又遷韶州府同知…… 府志